# 芸薹素
芸薹素（英語：brassinin）是一种有机化合物，化学式C11H12N2S2，可见于萝卜、芸薹、芥菜等物种。

## 合成
芸薹素可以吲哚-3-甲胺、二硫化碳和碘甲烷为原料，在碱存在下反应制得。